# Mafalda de Castro
Mafalda de Castro Simões Pereira (Cascais, 23 de agosto de 1994) é uma influenciadora digital, locutora de rádio e apresentadora de televisão portuguesa.

## Carreira
Entrou na blogosfera em 2011. O Last Time Around passou a chamar-se www.mafaldacastro.com (descontinuado) mas os temas continuam os mesmos — estilo de vida, viagens e moda. No Instagram tem mais de 407 000 seguidores, onde mantém um perfil activo desde 18 de Maio de 2012.
Em 2018 inicia funções de locutora na Mega Hits FM, onde estreia o programa Girls Night Out, na companhia de Ana Pinheiro. Assume desde maio de 2019 a condução do programa Snooze da Mega Hits, com Maria Seixas Correia, Conguito e na fase final, de Teresa Oliveira, tendo saído da estação em 2022. Nesse mesmo ano iniciou funções na Rádio Comercial, onde não se conseguiu afirmar, cabendo-lhe apenas a condução de painéis de final de semana, em horários de menor audiência.
Foi também "Repórter V" do talent show da RTP, The Voice Portugal, ao lado de Catarina Furtado e Vasco Palmeirim.
Em 2020 troca a RTP pela TVI, sendo uma das caras de apresentação do Big Brother 2020 e do Big Brother - A Revolução, responsável pela apresentação de segmentos diários deste programa.
Em 2021, apresenta os segmentos diários da edição especial Big Brother - Duplo Impacto, do novo reality show da TVI - O Amor Acontece
 e com Helena Coelho os segmentos diários do Big Brother 2021.
Em 2022, apresenta os segmentos diários das 4.ª e 5.ª edições do Big Brother Famosos, da edição especial do Big Brother - Desafio Final e da 8.ª edição.
Em 2023 apresenta os segmentos diários dos novos reality-shows da TVI, "O Triângulo" e "Casamento Marcado" e da edição de 2023 do "Big Brother".
Entre junho e novembro de 2023, apresenta na TVI, ao lado de Idevor Mendonça, as emissões de sábado do programa "Dois às 10".
Em 2024, apresenta na TVI o segmento diário do Desafio Final 2 do "Big Brother".
Em 2025, apresenta na TVI o segmento Última Hora do "Secret Story - Desafio Final 5"; os blocos de sábado do "Big Brother 2025".

### Televisão
| Ano         | Canal        | Programa                                          | Notas                                                                                      |
| ----------- | ------------ | ------------------------------------------------- | ------------------------------------------------------------------------------------------ |
| 2016        | MTV Portugal | MTV it Girls 1                                    | Apresentadora                                                                              |
| 2017        | MTV Portugal | MTV it Girls 2                                    | Apresentadora                                                                              |
| 2018        | RTP1         | The Voice Portugal 6                              | Repórter V                                                                                 |
| 2019 - 2020 | RTP1         | The Voice Portugal 7'                             | Repórter V                                                                                 |
| 2019        | RTP1         | Faz Faísca                                        | Repórter                                                                                   |
| 2020        | TVI          | BB ZOOM                                           | Apresentadora do "BB MAG"                                                                  |
| 2020        | TVI          | Big Brother 2020                                  | Apresentadora dos "Extra Tarde", "Diário" e "Express"                                      |
| 2020        | TVI          | Portugal na TVI                                   | Co-apresentadora                                                                           |
| 2020        | TVI          | Big Brother - A Revolução                         | Apresentadora dos "Diário" e "Especial"                                                    |
| 2020        | TVI          | Big Brother - A Revolução: Em Festa               | Apresentadora com Maria Botelho Moniz                                                      |
| 2020        | TVI          | Somos Natal                                       | Co-apresentadora                                                                           |
| 2021        | TVI          | Big Brother - Duplo Impacto                       | Apresentadora dos "Última Hora", "Diário" e "Extra de Domingo"                             |
| 2021        | TVI          | Festival Bom para Portugal                        | Apresentadora                                                                              |
| 2021        | TVI          | O Amor Acontece                                   | Apresentadora dos "A Discussão", "Diário" e "Extra de Domingo"                             |
| 2021        | TVI          | Esta Manhã                                        | Apresentadora de emissão especial, em substituição de Nuno Eiró                            |
| 2021        | TVI          | VivaVida                                          | Apresentadora ao lado de Helena Coelho, na ausência de Ruben Rua                           |
| 2021 - 2023 | TVI          | Em Família                                        | Apresentadora substituta                                                                   |
| 2021        | TVI          | Big Brother 2021                                  | Apresentadora do "Diário", ao lado de Helena Coelho                                        |
| 2022        | TVI          | TVI ComVida                                       | Co-apresentadora                                                                           |
| 2022        | TVI          | Big Brother Famosos 2022                          | Apresentadora do "Diário"                                                                  |
| 2022        | TVI          | Parabéns, TVI - 29° Aniversário                   | Co-apresentadora                                                                           |
| 2022        | TVI          | Big Brother Famosos 2022 - 2.ª edição             | Apresentadora dos "Diário" e "Extra Especial"                                              |
| 2022        | TVI          | Big Brother - Desafio Final 1                     | Apresentadora dos "Diário" , "Express" e "Extra Especial"                                  |
| 2022        | TVI          | 30 Anos de Ficção                                 | Co-apresentadora                                                                           |
| 2022 - 2023 | TVI          | Somos Portugal                                    | Apresentadora esporádica                                                                   |
| 2022        | TVI          | A Festa                                           | Apresentadora                                                                              |
| 2022        | TVI          | Big Brother 2022                                  | Apresentadora dos "Última Hora", "Diário" e "Extra Especial"                               |
| 2022/ 2024  | TVI          | Há Festa no Hospital                              | Co-apresentadora                                                                           |
| 2022        | TVI          | Dois às 10                                        | Apresentadora de emissão especial, ao lado de Cláudio Ramos                                |
| 2023        | TVI          | Toda a Gente Me Diz Isso                          | Participação Especial                                                                      |
| 2023        | TVI          | Parabéns, TVI - 30.° Aniversário                  | Co-Apresentadora                                                                           |
| 2023        | TVI          | O Triângulo                                       | Apresentadora dos "Diário", "Extra" e "Extra Especial"                                     |
| 2023        | TVI          | Dois às 10                                        | Apresentadora substituta, ao lado de Cláudio Ramos                                         |
| 2023        | TVI          | Casamento Marcado                                 | Apresentadora do "Diário"                                                                  |
| 2023        | TVI          | Arraial TVI                                       | Apresentadora, com Maria Cerqueira Gomes e Ruben Rua                                       |
| 2023        | TVI          | Dois às 10                                        | Apresentadora das emissões de sábado, ao lado de Idevor Mendonça                           |
| 2023        | TVI          | Goucha - Especial Festas de Verão                 | Apresentadora, ao lado de Manuel Luís Goucha                                               |
| 2023        | TVI          | Big Brother 2023                                  | Apresentadora do "Diário"                                                                  |
| 2024        | TVI          | Big Brother - Desafio Final 2                     | Apresentadora dos "Última Hora" e "Diário"                                                 |
| 2024        | TVI          | Parabéns, TVI - 31° Aniversário                   | Co-Apresentadora                                                                           |
| 2025        | TVI          | Secret Story - Casa dos Segredos: Desafio Final 5 | Apresentadora do "Última Hora"                                                             |
| 2025        | TVI          | Secret Story - Casa dos Segredos: Desafio Final 5 | Apresentadora do "Diário", na ausência de Maria Botelho Moniz                              |
| 2025        | TVI          | Quem vai Entrar?                                  | Repórter                                                                                   |
| 2025        | TVI          | Big Brother 2025                                  | Apresentadora dos "Última Hora", "Diário" e "Especial" de sábado                           |
| 2025        | TVI          | Big Brother 2025                                  | Apresentadora do "Extra", na ausência de Marta Cardoso                                     |
| 2025        | TVI          | Big Brother 2025                                  | Apresentadora do "Diário", na ausência de Maria Botelho Moniz                              |
| 2025        | TVI          | Festival da Comida Continente                     | Apresentadora, com João Patricio, Maria Cerqueira Gomes, Idevor Mendonça e Rafaela Granado |

### Rádio
| Ano         | Estação         | Programa        | Cargo    |
| ----------- | --------------- | --------------- | -------- |
| 2018        | Mega Hits       | Girls Night Out | Locutora |
| 2019 - 2022 | Mega Hits       | Snooze          | Locutora |
| 2022 - 2023 | Rádio Comercial | Fins de semana  | Locutora |

## Prémios
| Ano  | Premiação                   | Categoria | Trabalho                              | Resultado |
| ---- | --------------------------- | --------- | ------------------------------------- | --------- |
| 2021 | Troféus Impala de Televisão | Revelação |                                       | Venceu    |
| 2025 | Prémio Cinco Estrelas       | Podcast   | Bate Pé (Mafalda Castro e Rui Simões) | Venceu    |

## Vida pessoal
É sobrinha materna da também locutora e apresentadora Maria João Simões. Mafalda de Castro começou a namorar em 2016 com o ator e cantor Ivo Lucas, com quem manteve um relacionamento até maio de 2020. Assumiu posteriormente um novo romance com o locutor da Cidade FM Rui Simões.